# کیران مولرونی
کیران مولرونی (انگلیسی: Kieran Mulroney؛ زادهٔ ۲۴ سپتامبر ۱۹۶۵) هنرپیشه، موسیقی‌دان، فیلم‌نامه‌نویس اهل ایالات متحده آمریکا است.

## بخشی از فیلم‌شناسی

### تلویزیون
- ان‌سی‌آی‌اس
- قاضی ایمی
- گاردین
- بخش فوریت‌های پزشکی
- ساینفلد
- پیشتازان فضا: نسل بعدی
- مسیر مردگان
- فرصت‌های شغلی

### نویسنده
- مرد کاغذی (فیلم ۲۰۰۹)
- شرلوک هلمز: بازی سایه‌ها
- پاور رنجرز (فیلم)
- طوفان جهانی

### کارگردان
- مرد کاغذی (فیلم ۲۰۰۹)